# اللآلئ المصنوعة في الأحاديث الموضوعة
اللآلئ المصنوعة في الأحاديث الموضوعة. هو كتاب من تخريج الحديث، ألفه الحافظ جلال الدين السيوطي (849 هـ - 911 هـ)، يبحث الكتاب في علم الحديث الشريف، ويخص في نقل الأحاديث الموضوعة المكذوبة عن رسول الله، حيث جمع فيه السيوطي مجموعة كبيرة من الأحاديث الموضوعة ونبه عليها، وقد رتبه حسب الكتب والأبواب حيث يذكر الكتاب أو الباب ويورد تحته ما ورد فيه من أحاديث موضوعة 
وانتقد فيه كتاب ابن الجوزي (الموضوعات)، وزاد عليه جملة أحاديث ، وألف كتابه الثاني الكبير : " ذيل الموضوعات "، وهو كتاب مهم نافع.

## نهج المؤلف
- رتب كتابه على أبواب ترتيب ابن الجوزي.
- أنه يورد الحديث من نفس المصادر التي اعتمدها ابن الجوزي في كتابه.
- أنه يحذف إسناد ابن الجوزي إليهم.
- ثم يُعقب ذلك بذكر كلام ابن الجوزي مختصراً.
- ثم إذا أراد أن يتعقّب ابن الجوزي تعقبه.
- فيقول في أوّل ما يزيده على ابن الجوزي قلت، وفي آخره والله أعلم.
- رمزَ لما أورده الحافظ الجورقاني بـ ( ج )، إعلاماً منه لتوافقهما بالحكم على وضع الحديث.
- ختم السيوطي كتابه بذكر مقدّمة ابن الجوزي التي صدّر بها كتابه، بعد أن اختصرها، واقتصر على ذكر أهمّ ما فيها.[4]